# 소새울역
소새울(부천대 소사캠퍼스)역(Sosaeul(Bucheondae Sosa Campers)Station, 素砂蔚(富川大 素砂캠퍼스)驛)은 경기도 부천시 소사구 소사본동에 위치한 수도권 전철 서해선의 전철역이다.

## 연혁
- 2013년 10월 21일: 사업용 철도노선 고시 및 복사역으로 역명 결정[1]
- 2018년 4월 6일: 철도거리표 고시 및 소새울역으로 역명 변경[2]
- 2018년 6월 16일: 수도권 전철 서해선 개통과 함께 영업 개시[3]

## 승강장
2면 2선의 상대식 승강장을 갖추고 있다. 승강장에는 스크린도어가 설치되어 있다.
| ↑ 소사     |
| \| 하      |
| 시흥대야 ↓ |

| 상행 | ● 수도권 전철 서해선 | 소사 · 김포공항 · 대곡 · 일산 방면 |
| 하행 | ● 수도권 전철 서해선 | 시흥시청 · 초지 · 원시 방면        |

## 역 주변
- 소사국민체육센터
- 부천시립한울빛도서관
- 복사초등학교
- 부일중학교
- 소사고등학교
- 소일초등학교
- 소사중학교
- 소사대공원
- 뜰안어린이공원
- 소사본주민지원센터
- 소사본3주민지원센터
- 한진시장
- 소사로우체국
- 성주산생활체육공원
- 산새체육공원
- 소중공원
- 윗소사공원

## 이용객 변동
| 노선   | 노선   | 일평균 인원수 (명/일) | 일평균 인원수 (명/일) | 일평균 인원수 (명/일) | 일평균 인원수 (명/일) | 일평균 인원수 (명/일) | 일평균 인원수 (명/일) | 각주  |
| 노선   | 노선   | 2018년                | 2019년                | 2020년                | 2021년                | 2022년                | 2023년                | 각주  |
| ------ | ------ | --------------------- | --------------------- | --------------------- | --------------------- | --------------------- | --------------------- | ----- |
| 서해선 | 승하차 | 3,025                 | 3,353                 | 2,459                 | 1,407                 | 1,619                 |                       | [ 4 ] |

## 인접한 역
| 수도권 전철 서해선             | 수도권 전철 서해선   | 수도권 전철 서해선     |
| ------------------------------ | -------------------- | ---------------------- |
| S16 소사(서울신학대) 일산 방면 | ● 수도권 전철 서해선 | S18 시흥대야 원시 방면 |

## 주변 사진

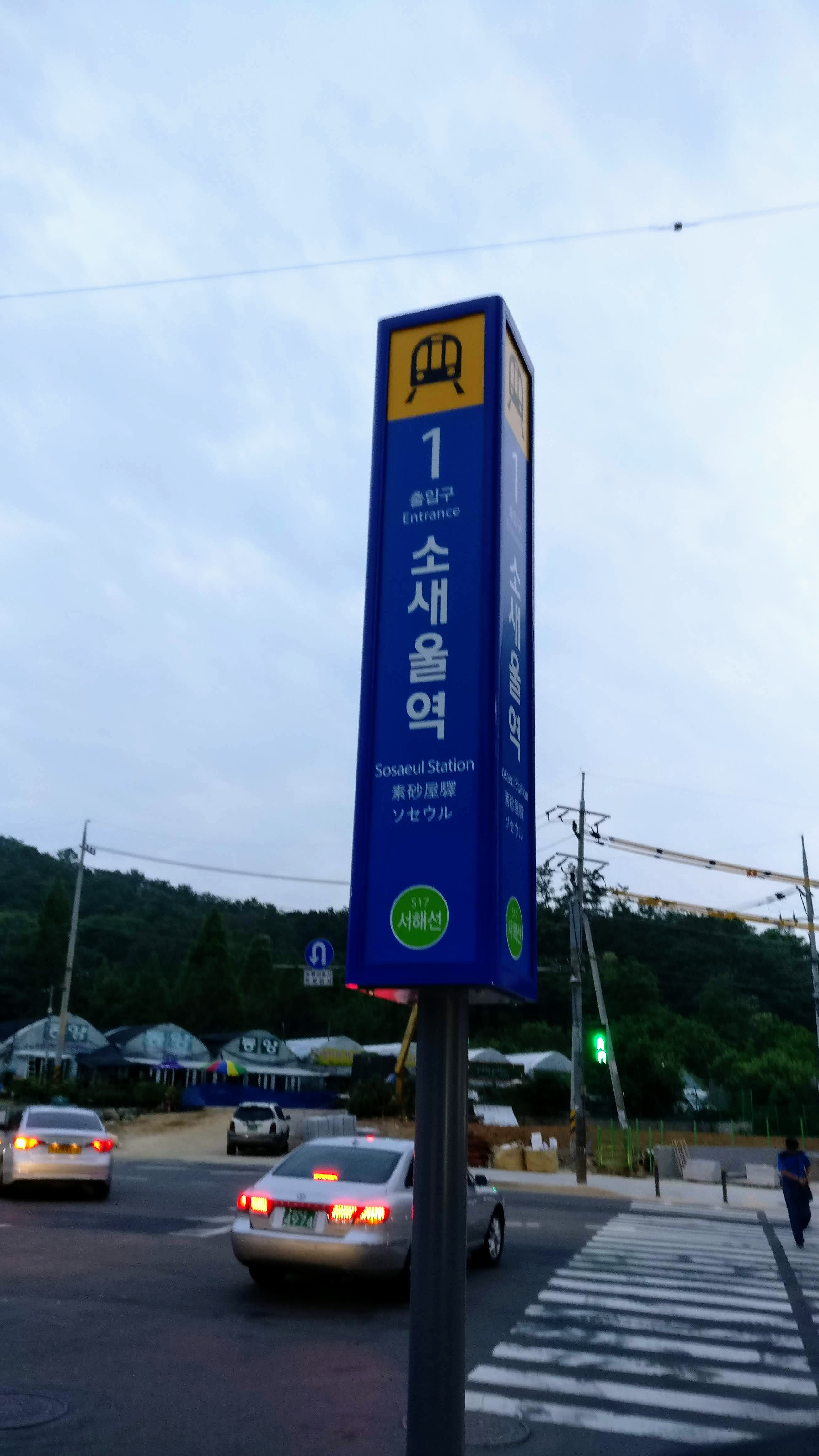
소새울역 1번 출입구
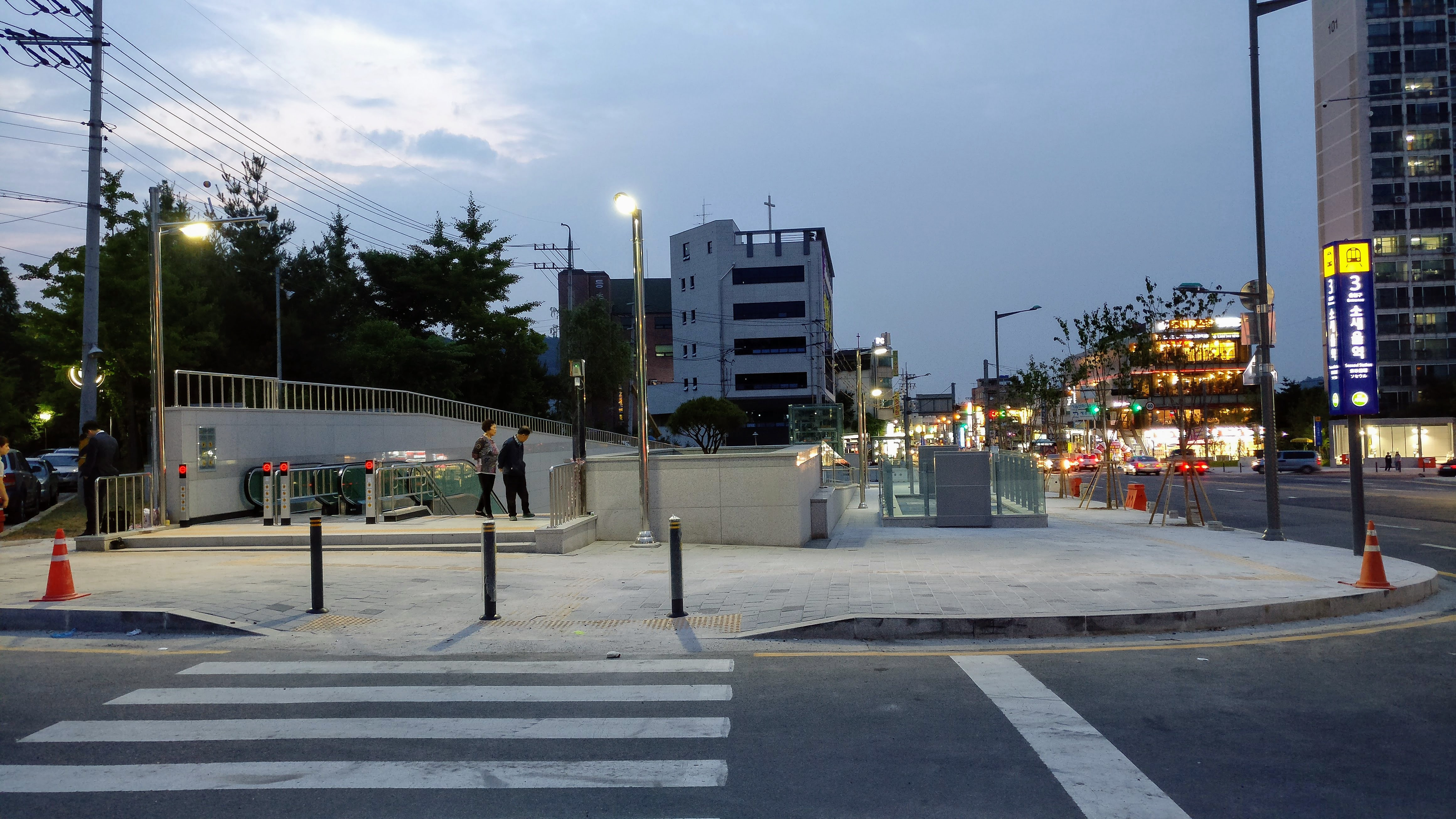
소새울역 3번 출입구